# Ferdinand Schaal
 (décembre 2023).
Pour les articles homonymes, voir Schaal.
Ferdinand Friedrich Schaal (7 février 1889 à Fribourg-en-Brisgau - 9 octobre 1962 à Baden-Baden) est un General der Panzertruppen allemand qui a servi au sein de la Heer dans la Wehrmacht pendant la Seconde Guerre mondiale.
Il a été récipiendaire de la Croix de chevalier de la Croix de fer. Cette décoration est attribuée pour récompenser un acte d'une extrême bravoure sur le champ de bataille ou un commandement militaire avec succès.

## Biographie
Ferdinand Schaal est né le 7 février 1889 à Fribourg-en-Brisgau en grand-duché de Bade.

En 1908, à l'âge de 19 ans, il rejoint l'armée comme officier dans le 22e régiment de dragons. À la fin de la Première Guerre mondiale, il est Hauptmann (capitaine) de cavalerie dans le Reichswehr.
En avril 1939, dans le cadre de la période qui a précédé l'invasion de la Pologne, Schaal est choisi pour diriger la nouvelle 10e Panzerdivision. Il continue à commander cette unité à travers les invasions de la Pologne, de la France et de l'URSS. Le 16 mars 1942, alors que la 10e Panzer-division retourne en France après sa campagne sanglante sur le front de l'Est, Schaal reçoit le commandement du 56e corps de blindés. Le 1er septembre 1943, il devient commandant de la région militaire de Bohême-Moravie.

### OpérationWalkyrie
Son rôle dans l'opération Walkyrie était de soumettre le parti nazi (NSDAP) et d'établir un contrôle militaire sur la Bohême et la Moravie. Dans la soirée du 20 juillet 1944, Schaal attend des éclaircissements sur la façon de procéder du général Friedrich Fromm, un coconspirateur à Berlin. Aucune information n'est venue, cependant, alors que la tentative d'assassinat a échoué et que Fromm avait décidé de trahir les autres conspirateurs, Ferdinand Schaal est arrêté le lendemain sur les ordres de Heinrich Himmler et emprisonné. Contrairement à beaucoup de ses compatriotes dans la résistance allemande, Schaal évite l'exécution et survit à la guerre.

## Décorations
- Croix de fer (1914)
  - 2e classe
  - 1re classe
- Insigne des blessés (1914)
  - en Noir
- Croix hanséatique de Hambourg
- Croix de chevalier de l'ordre du Lion de Zähringer 2e classe avec glaives
- Croix d'honneur
- Médaille de service de la Wehrmacht 4e à 1re classe
- Médaille des Sudètes
- Agrafe de la Croix de fer (1939)
  - 2e classe (19 octobre 1939)
  - 1re classe (13 mai 1940)
- Insigne de combat des blindés
- Médaille du Front de l'Est
- Croix allemande en Or (8 mars 1942)
- Croix de chevalier de la Croix de fer
  - Croix de chevalier le 13 juillet 1940 en tant que Generalleutnant et commandant de la 10e Panzerdivision.